# Pamela Jiles
Pamela Jiles Moreno (Santiago, 30 de noviembre de 1960) es una periodista, escritora y política chilena. Desde marzo de 2018 se desempeña como diputada de la República en representación del distrito n.° 12 de la Región Metropolitana de Santiago, por los períodos legislativos 2018-2022 y 2022-2026. 
Su carrera periodística la ha ejercido en el área del periodismo de farándula, de investigación en televisión y de manera independiente, particularmente formando parte del equipo del programa Informe especial durante la década de 1990 y con su obra Crimen bajo estado de sitio, que coescribió junto a las periodistas María Olivia Mönckeberg y María Eugenia Camus. A mediados de la década del 2000 incursionó en el género de farándula en televisión donde obtuvo notoriedad participando en programas de prensa del corazón, tales como SQP,  Intrusos y Primer plano. En esta época se ganó el apodo de «Abuela».
Fue electa como diputada de la República de Chile en las elecciones parlamentarias de 2017 por el Distrito n.° 12. Al igual que en televisión, su papel en política ha estado marcado por su personalidad conflictiva, ha sido repudiada por bloques de izquierda y derecha, siendo calificada de populista y comparada con Donald Trump. También se ha mostrado desde un principio como figura opositora al gobierno de Gabriel Boric.
En 2020 tras impulsar (ha sido erróneamente atribuida su autoría) los proyectos de ley que permitieron retirar ahorros para la jubilación del sistema previsional chileno durante la pandemia de COVID-19, su popularidad aumentó significativamente según diversas encuestas. Fue reelegida en las elecciones parlamentarias de 2021.
Fue militante del Partido Comunista (PCCh) hasta 2006 y del Partido Humanista (PH) hasta el 2022. Desde 2025, Jiles es militante del centroderechista Partido de la Gente (PDG).

## Biografía

### Primeros años
Pamela Jiles nació como fruto de la relación del ingeniero comunista Juan Jiles Caffarena (hijo de la activista feminista Elena Caffarena) y de la valdiviana María Moreno Calderara. Vivió en Cuba. Cuando regresó a Chile estudió en el Colegio Instituto Santa María de Ñuñoa y en el Liceo Experimental Manuel de Salas.
Según las propias palabras de Jiles, su visión de mundo no sólo ha estado influenciada por las ideas políticas de su padre, sino que también por las de su abuela paterna, la activista social y feminista Elena Caffarena, de quien se considera «su amiga más cercana, su discípula en política y en activismo popular». Jiles es, además, sobrina segunda del excomandante en jefe del Ejército, Ricardo Izurieta Caffarena, y bisnieta de Blas Caffarena Chiozza, fundador de la empresa textil Caffarena.
Su juventud estuvo marcada por la dictadura de Augusto Pinochet en 1973. Posteriormente estudió periodismo en la Pontificia Universidad Católica de Chile (PUC) y una vez que egresó, comenzó a trabajar en medios escritos y televisivos contrarios a la dictadura de Pinochet.

### Vida personal
A finales de los años 1980, en medio de un trabajo periodístico, Pamela Jiles conoció a Gastón Muñoz, también contrario al régimen de Pinochet, con quien contrajo matrimonio en Cuba en 1987. En 1990 dio a luz a su primera hija, Aranzazú Muñoz Jiles, y a Gastón Juan Muñoz Jiles tres años más tarde, ambos fruto de su matrimonio. En 1999, Jiles y Muñoz se divorciaron.
Actualmente su pareja es el también político Pablo Maltés, junto a quien adoptó a dos niños. En un panel del programa Llegó tu hora de TVN, Jiles comentó que los niños vulnerados en el Sename son un tema esencial en su carrera política y que la única manera de salvarlos del peligro es adoptándolos.

#### Pablo Maltés
Su esposo Pablo Maltés fue candidato a gobernador en la elección de gobernador regional de Santiago de 2021 por el Partido Humanista resultando en quinto lugar con el 10,67% (274.184 votos). También fue candidato a diputado por su partido PH por el distrito 9 en las Elecciones parlamentarias de Chile 2021 sin ser electo, logrando 4,83% (16.126 votos) siendo el candidato Humanista más votado de ese distrito. 
Para 2023 el PPD lo quería como candidato al Consejo Constitucional pero bajaron su candidatura por el poco interés que genera en los votantes.
Pablo Maltés fue candidato a alcalde de la comuna La Pintana en las Elecciones Municipales de 2024 logrando el tercer lugar de cinco, sacando 9,91% (9.879 votos). En esta elección fue como candidato Independiente por el pacto Ecologistas, Animalistas e Independientes.

## Carrera mediática

### Inicios en el periodismo
Los inicios de Pamela Jiles en el periodismo se remontan a la década de 1980, cuando se destacó como periodista de trinchera en revistas opositoras a la dictadura militar de Augusto Pinochet: Solidaridad, Apsi, Análisis y Fortín Mapocho. En 1989 comienza a trabajar en el canal nacional TVN.[cita requerida]
Desde 1990, Jiles formó parte del equipo del programa periodístico Informe especial, en donde logró reconocimiento mediático. Más adelante fue parte de programas como Siempre lunes (1990-1992), Mujeres al borde de... (1990), Unas y otras (1992), Contigo en verano (1997), entre otros. Años después, Pablo Piñera, director ejecutivo de TVN, la despidió del canal dada sus opiniones sobre el legado de Pinochet.

### Comentarista televisiva

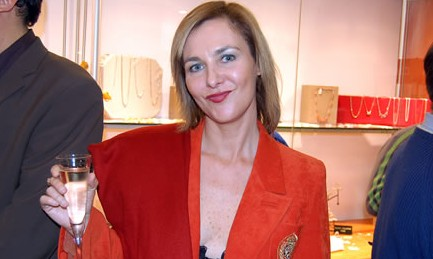
Pamela Jiles en 2008.

Tras su despido de TVN, Pamela Jiles se dedicó al periodismo escrito y a la radiodifusión, para luego regresar a la televisión en 2004 como crítica de espectáculos en el programa Vértigo, de Canal 13. En el espacio, Jiles participó en la sección «Los opinólogos» junto con José Miguel Villouta y Gloria Simonetti. Más adelante emigró a Televisión Óptima, donde condujo un programa titulado Pamela Chile. El 14 de noviembre de 2005 fue despedida del canal, debido a su participación en la franja electoral de Tomás Hirsch para la elecciones presidenciales de dicho año.
Luego de su despido, apareció en el programa SQP, en donde fue panelista de espectáculos entre 2006 y 2008. Más tarde, en 2010, volvió a la televisión como panelista del programa de farándula En portada de UCV Televisión, y en 2012 se integró a Intrusos de La Red.[cita requerida]

#### Mentiras verdaderas
En 2013, Pamela Jiles formó parte del programa Mentiras verdaderas, en La Red. En el programa, Jiles destacó con su sección «Chile a prueba de Jiles», en el que comentaba aconteceres políticos del país.[cita requerida] El segmento duró poco más de un año. En marzo de 2015 no renovó contrato con La Red y regresó como opinóloga a Chilevisión en Primer plano. Dos años más tarde fue panelista en la versión de Fiebre de Viña del año 2017. Finalmente, en agosto de ese año, Jiles abandonó Primer plano para dedicarse de lleno a su candidatura parlamentaria.

## Carrera política
Pamela Jiles militó en el Partido Comunista de Chile hasta 2006. En la elección presidencial de 2005, participó en la franja electoral de Tomás Hirsch, candidato de su colectividad, que formaba parte del pacto Juntos Podemos Más.

#### Precandidatura presidencial de 2009
En febrero de 2009 anunció —en una columna publicada en el pasquín The Clinic— su precandidatura presidencial bajo el lema «Somos millones los Jiles», con lo cual logró un apoyo significativo en redes sociales como Facebook y Twitter. Sin embargo, en julio de ese mismo año se reunió con el candidato presidencial del Movimiento Amplio Social (MAS), Alejandro Navarro, lo que se interpretó como una renuncia a la precandidatura mencionada anteriormente, aunque luego lo desmintió en su sitio web. Declinó a su precandidatura presidencial poco tiempo después por falta de apoyo en las encuestas, luego apoyó a Navarro y fue candidata a diputada por el Distrito 45 como Independiente en la lista Chile Limpio. Vote Feliz, que cobijó al MAS, obteniendo un 9,85% de las preferencias, no siendo electa.

### Diputada de la república

#### Primer período parlamentario (2018-2022)

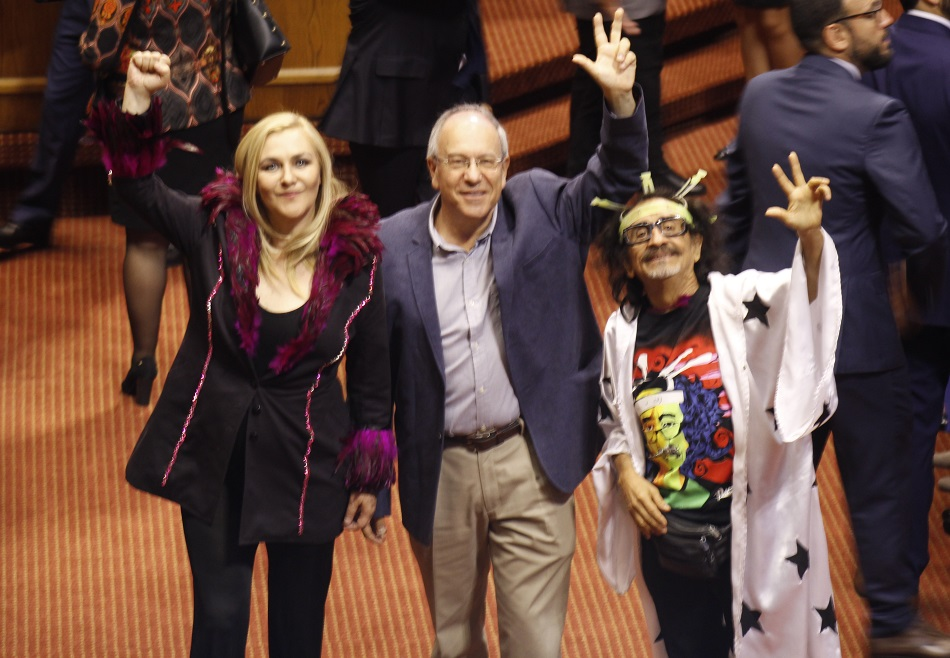
Pamela Jiles y los diputados humanistas Hirsch y Motuda, el día de la toma de juramento de los nuevos congresistas.

En 2016 Pamela Jiles se volvió militante del Partido Humanista de Chile (PH), en donde fue vicepresidenta en Derechos Reproductivos e Infancia. En agosto de 2017, anunció su candidatura como diputada por el Distrito 12 en representación del PH, en conjunto con la coalición Frente Amplio, para las elecciones parlamentarias de ese año. Obtuvo 44.895 votos, lo que representó el 12,9 % de las preferencias y la convirtió en Diputada por el Distrito 12. Asumió el cargo el 11 de marzo de 2018.
Integró la comisiones permanentes de Derechos Humanos y Pueblos Originarios, Constitución, Legislación, Justicia y Reglamento; y Familia y Adulto Mayor, la que presidió entre el 14 de marzo de 2018 y el 5 de septiembre de 2018. Formó parte de la bancada parlamentaria Humanista, FRVS, Ecologista Verde e Independientes.
En los últimos años de su primer período como diputada, en el contexto de la pandemia de COVID-19, su popularidad creció radicalmente debido a que impulsó los proyectos de ley que permitieron retirar un 10% de los fondos individuales de pensiones, de los cuales se aprobaron el primero, segundo y tercero, el cuarto proyecto de retiro fue rechazado.

#### Segundo período parlamentario (2022-2026)

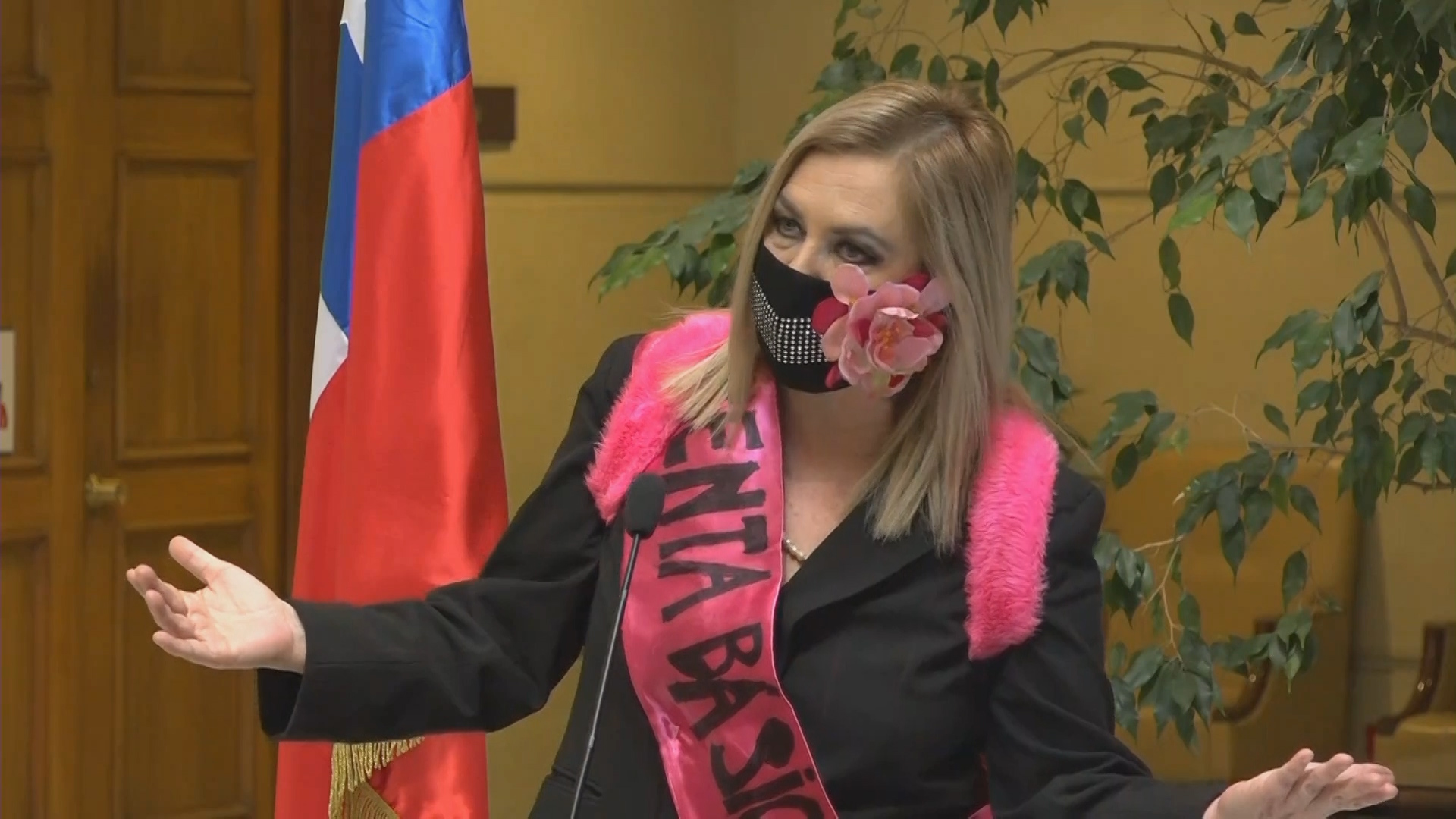
Jiles durante un punto de prensa, en el congreso nacional de Chile.

Durante la campaña para la reelección, Pamela Jiles prometió que seguiría su lucha por la aprobación de los retiros hasta llegar al retiro del 100% de los fondos de pensiones. En las elecciones parlamentarias de Chile de 2021 fue nuevamente candidata por el Partido Humanista, en la lista "Dignidad Ahora", consiguió ser reelecta diputada con 77 136 votos, logrando la primera mayoría en el distrito 12 y pudiendo "arrastrar" a dos candidatos de su lista, Mónica Arce Castro y Hernán Palma Pérez. 
Actualmente integra la comisión permanente de Constitución, Legislación, Justicia y Reglamento, y la comisión de Ética y Transparencia. Es parte de la bancada parlamentaria Ecologista Verde e Independientes.
En 7 de febrero de 2022 el Partido Humanista fue disuelto por el Servel debido a no obtener los votos mínimos en las elecciones parlamentarias para mantener su legalidad, el 16 del mismo mes inició los trámites para la re-legalización ante el Servel, Pamela Jiles no fue parte de los militantes que participaron en este proceso. 
El 20 de julio de 2022 se realiza un homenaje en la Cámara de Diputadas y Diputados a la histórica dirigente humanista Laura Rodríguez. La diputada Pamela Jiles se retiró del congreso mientras se realizaba la ceremonia, hecho que causó polémica y fue duramente criticado por el diputado y secretario general del PH, Hernán Palma, mediante un comunicado, en el que además aclaró que él es la única diputación del partido, ya que la diputada Jiles se había distanciado del movimiento y no estaba afiliada en la colectividad.

## Polémicas

### Uso de los proyectos de retiros de los fondos previsionales para ganar capital político
En 2020, durante los primeros meses de la pandemia de COVID-19, Jiles impulsó retiros del 10% de los fondos previsionales individuales, en respuesta a la crisis económica y la falta de acción que, según ella, era culpable el gobierno de Sebastián Piñera. Luego de la aprobación del primer retiro del 10%, Jiles apoyó un segundo retiro, luego un tercero, un cuarto y un quinto. Gracias a estos retiros Jiles aumentó radicalmente su apoyo por parte de la ciudadanía, según evidenciaban múltiples encuestas, y se convirtió en una de las favoritas en la carrera presidencial para las elecciones de 2021.
Por su actitud confrontacional y el impulso que le dio a los retiros de los fondos previsionales, Jiles ha amasado una gran cantidad de detractores tanto de derecha como de la misma izquierda. La promoción de los retiros fue cada vez más criticada, puesto que habían sido planteados inicialmente como una pedida extraordinaria por la falta de acción del gobierno durante una crisis, pero la diputada los seguiría explotando por capital político, dicen sus críticos. Jiles se defendería diciendo que los retiros eran una medida necesaria y que quienes los rechazaban eran personas que estaban en contra del pueblo y sus necesidades.

### Candidatura a Gobernador Regional de Pablo Maltés
En marzo de 2021  Pablo Maltés, pareja de Pamela Jiles, fue presentado como candidato del Partido Humanista para la elección de gobernador regional metropolitano. La campaña fue criticada y caracterizada de populista, debido a los actos que realizaban Jiles y Maltés para poder promocionar la candidatura.
La diputada apoyó la candidatura de su pareja activamente, gritando en el congreso "¡Abuelo gobernador!", y haciendo distintas actividades en su apoyo. Jiles fue acusada de nepotismo y conflicto de interés, debido a que Maltés también era su jefe de gabinete. Estas críticas fueron respondidas por Maltés durante una entrevista en el programa Bienvenidos, en las que aclaró que él con Jiles no mantenían relaciones sexuales hace más de 3 años, por lo que no habría nepotismo. Estas declaraciones causaron diversos comentarios y críticas en redes sociales. 
Durante una entrevista para la revista The Clinic, Maltés se definió como "mestizo, no binario, transfeminista, kuir, humanista", por lo que fue criticado por parte de grupos LGBT, los cuales comentaban que Maltés se identificaba como tal solo para poder captar votos.
El día de las elecciones, mientras era entrevistada en directo por los medios de comunicación, la diputada exclamó insultos en contra del gobierno de Piñera y llamó a votar por Maltés, haciendo campaña electoral en un local de votación, algo que es ilegal en Chile. Finalmente, Maltés no consiguió pasar a la segunda vuelta, quedando en un sorpresivo 5.º lugar. Luego de estos resultados, la posición de Pamela Jiles en las encuestas presidenciales se desplomó, lo que hizo que Jiles desistiera en la idea de una candidatura y solo postulara a la reelección como diputada.

### Críticas a la precandidatura presidencial de Gabriel Boric
En mayo de 2021, Jiles criticó fuertemente a Gabriel Boric, en ese entonces diputado de Convergencia Social, que buscaba ser candidato presidencial y que estaba recolectando las firmas necesarias para inscribir su candidatura. La legisladora dijo en una conferencia de prensa en el congreso: "Enfrenten que no lograron juntar las firmas porque el pueblo no los quiere. Los nietitos los detestan, váyanse para la casa". Siguiendo sus declaraciones, las cuales se hicieron virales en redes sociales y que fueron repudiadas por miembros del colectivo Frente Amplio (del que es miembro Convergencia Social, y, anteriormente, el Partido Humanista por el que salió electa Jiles), distintos analistas, y más tarde la misma legisladora, dirían que gracias a las burlas de Pamela Jiles a Boric, es que este último consiguió reunir las firmas necesarias.

### Inconsistencia ideológica y giro a la derecha
Se señala su inconsistencia ideológica, declarándose de izquierda pero votando en conjunto con diputados de derecha o apoyando medidas consideradas como neoliberales. En distintas instancias la legisladora ha votado junto a los partidos de Chile Vamos e incluso fue felicitada  por el entonces candidato derechista, José Antonio Kast, debido a una de sus votaciones.
Jiles perdió el apoyo de miembros históricos del Partido Humanista, partido del que fue parte hasta 2022. Se le criticó por «manchar» la imagen del partido y cambiar su rumbo ideológico. Debido a esto, en 2021 el diputado Tomás Hirsch y una gran cantidad de militantes del PH renunciaron al partido y fundaron Acción Humanista.
En 2023, Jiles apareció en la franja electoral del Partido de la Gente, partido de centroderecha, declarando que han sido los únicos que la han apoyado en su proyecto del sexto retiro del 10% de fondos de las AFP. Dicho partido es liderado por Franco Parisi, quien incluso le ofreció ser parte de las primarias presidenciales del partido, a lo que Pamela Jiles se mostró dispuesta, a pesar de que, en el año 2017, Jiles había acusado al excandidato presidencial de usar ilegalmente su imagen ya que ella nunca se relacionaría con quien esté acusado de abuso sexual.
El día 12 de julio de 2023, se realizó una votación para aprobar o rechazar una acusación constitucional contra el ministro de Educación Marco Antonio Ávila. El ministro se declara abiertamente homosexual y según se declaró al interior del gobierno de Gabriel Boric, la acusación se hacía con base en la homofobia de la extrema derecha chilena. Pese a que Jiles se ha mostrado a favor de la comunidad LGBT, autodenominándose a sí misma como «La abuela queer», ella votó a favor de dicha acusación junto a la derecha chilena.
El día 1 de agosto de 2025, se hizo oficial el fichaje de Jiles dentro del Partido de la Gente, confirmando así su giro definitivo a la derecha.

## Obras
- Crimen bajo estado de sitio (con María Olivia Mönckeberg y María Eugenia Camus), 1986.[8]
- Poesías sexuales, Diario La Nación Domingo, 2004.[51]
- Fantasías sexuales de mujeres chilenas, 2004.[52]
- Confesiones sexuales de hombres chilenos, Editorial Grijalbo.[53]
- Maldita farándula, Editorial Catalonia, 2007.[54]

## Trabajos en televisión
| Año       | Programa               | Rol        | Canal          |
| --------- | ---------------------- | ---------- | -------------- |
| 1984-1989 | Teleanálisis           | Periodista | —              |
| 1989      | Mujeres al borde de... | Periodista | TVN            |
| 1989-1993 | Siempre lunes          | Periodista | TVN            |
| 1993-2003 | Informe especial       | Periodista | TVN            |
| 1992      | Unas y otras           | Periodista | TVN            |
| 1997      | Contigo en verano      | Periodista | TVN            |
| 1998      | La cultura entretenida | Conductora | TVN            |
| 1999      | Grandes documentos     | Conductora | TVN            |
| 2001-2002 | En debate              | Conductora | TVN            |
| 2005      | La pluma               | Conductora | TVO            |
| 2005      | Pamela Chile           | Conductora | TVO            |
| 2006-2008 | SQP                    | Panelista  | Chilevisión    |
| 2010-2011 | En portada             | Panelista  | UCV Televisión |
| 2012-2015 | Intrusos               | Panelista  | La Red         |
| 2013-2014 | Mentiras verdaderas    | Periodista | La Red         |
| 2015-2017 | Primer plano           | Panelista  | Chilevisión    |
| 2017      | Fiebre de Viña         | Panelista  | Chilevisión    |

## Historial electoral
| Año  | Tipo                      | Territorio    | Pacto                    | Partido  | Votos  | %     | Resultado |
| ---- | ------------------------- | ------------- | ------------------------ | -------- | ------ | ----- | --------- |
| 2009 | Parlamentarias a diputada | 45.º distrito | Chile Limpio. Vote Feliz | Ind.-MAS | 11 185 | 9.85  | No electa |
| 2017 | Parlamentarias a diputada | 12.º distrito | Frente Amplio            | PH       | 45 222 | 12.96 | Diputada  |
| 2021 | Parlamentarias a diputada | 12.º distrito | Dignidad Ahora           | PH       | 77 593 | 19.79 | Diputada  |